# Conan (Loir-et-Cher)
Conan é uma comuna francesa na região administrativa do Centro, no departamento de Loir-et-Cher. Estende-se por uma área de 15,3 km². Em 2010 a comuna tinha 172 habitantes (densidade: 11,2 hab./km²).